# فرودگاه نیوتوپوتاپو
 فرودگاه نیوتوپوتاپو (به انگلیسی: Niuatoputapu Airport) (به زبان بومی: Kuini Lavinia Airport) یک فرودگاه همگانی با کد یاتا NTT است که یک باند فرود مرجان دارد. این فرودگاه در کشور تونگا قرار دارد .